# منتخب بنين لكرة اليد للسيدات
منتخب بنين لكرة اليد للسيدات هو الممثل الرسمي لبنين في رياضة كرة اليد. شارك في بطولة أفريقيا لكرة اليد للسيدات مرة واحدة وكانت تلك المشاركة في سنة 1979، وحقق فيها المركز الثامن.